# کریس کاسپر
کریس کاسپر (انگلیسی: Chris Casper؛ زادهٔ ۲۸ آوریل ۱۹۷۵) بازیکن فوتبال اهل بریتانیا است.
از باشگاه‌هایی که در آن بازی کرده‌است می‌توان به باشگاه فوتبال سوئیندون تاون، باشگاه فوتبال ردینگ، باشگاه فوتبال ای‌اف‌سی بورنموث، و باشگاه فوتبال منچستر یونایتد اشاره کرد.
وی همچنین در تیم‌های ملی فوتبال زیر ۱۸ سال انگلستان و زیر ۲۱ سال انگلستان بازی کرده‌است.